# Velika nagrada Ria de Janeira 1948
Velika nagrada Ria de Janeira 1948 je bila druga dirka za Veliko nagrado v sezoni Velikih nagrad 1948. Odvijala se je 25. aprila 1948 v Gávei, Rio de Janeiro. 

## Rezultati

### Dirka
| Poz | Dirkač                     | Dirkalnik      | Krogi | Čas/Odstop |
| --- | -------------------------- | -------------- | ----- | ---------- |
| 1   | Chico Landi                | Alfa Romeo 308 | 20    | 2:30:52.3  |
| 2   | Benedicto Lopes            | Maserati       | 20    | + 6:34.5   |
| 3   | Aloísio Fontenelle         | Alfa Romeo     |       |            |
| 4   | Francisco Credentino       | Maserati       |       |            |
| 5   | Osmar Lage                 | Maserati       |       |            |
| 6   | Gino Bianco                | Maserati 8CM   |       |            |
| 7   | Carlos Barbosa             | Maserati       |       |            |
| 8   | Plínio Seabra              | Simca-Gordini  |       |            |
| Ods | Raph                       | Alfa Romeo 8C  | 8     |            |
| Ods | Vittorio Rosa              | Maserati 4CL   |       |            |
| Ods | Annuar de Góes             | Alfa Romeo     |       |            |
| Ods | Antônio Fernandes da Silva | Maserati       |       |            |
| Ods | Henrique Casini            | Alfa Romeo     |       |            |
| Ods | Manoel Porfírio            | Fiat           |       |            |
| Ods | Nino Stefanini             | Alfa Romeo     |       |            |